# Saved by the Bell (cançó)
Saved by the Bell és una cançó escrita i cantada per Robin Gibb. Va ser publicada com a senzill l'any 1969 i forma part de l'àlbum Robin's Reign, de l'any 1970. La cançó va tenir força èxit a Europa, però molt menys als Estats Units.